# Krzyżodziób wyżynny
Krzyżodziób wyżynny (Loxia sinesciuris) – gatunek małego ptaka z rodziny łuszczakowatych (Fringillidae). Występuje endemicznie w dwóch pasmach górskich w stanie Idaho (północno-zachodnie USA). Po raz pierwszy opisany został w 2009. Przynajmniej do początku 2025 nie został sklasyfikowany przez IUCN.

## Taksonomia
Po raz pierwszy gatunek opisano w 2009 na łamach „The Condor”. Podczas badań nad krzyżodziobami świerkowymi w Idaho zauważono, że niektóre z krzyżodziobów mają odmienną wokalizację. Okazały się one należeć do odmiennego gatunku, który opisano jako Loxia sinesciuris. Nazwa jest zaakceptowana (2020) przez Międzynarodowy Komitet Ornitologiczny (IOC). Gatunek otrzymał polską nazwę krzyżodziób wyżynny. Holotyp pochodził z Sawtooth National Forest z Hrabstwa Cassia w Idaho.

## Morfologia
Masa ciała wynosi 29,2–39,4 g (n=483), długość skrzydła 87,5–100,0 mm (n=509), długość dzioba od nozdrzy: 13,4–17,3 mm (n=446). Pod względem upierzenia krzyżodzioby wyżynne bardzo przypominają krzyżodzioby świerkowe, odróżniają się większą masą ciała i głębokością dzioba.

## Zasięg, ekologia, zachowanie i status
Krzyżodzioby wyżynne są endemitem Idaho. Występują w południowej części stanu w dwóch pasmach górskich: South Hills i Albion Mountains. Polegają niemal wyłącznie na nasionach sosen wydmowych (Pinus contorta) i występują w lasach tworzonych przez te drzewa. Lasy te wyróżnia brak sosnowiórek czerwonych (Tamiasciurus hudsonicus), które zwykle są głównymi konsumentami nasion tych sosen (nawiązuje do tego epitet gatunkowy: sinesciurus → Sine sciuris → „bez wiewiórek”). Krzyżodzioby wyżynne zaczynają budować gniazda pod koniec marca i na początku kwietnia. Lęgi kończą w środku lub pod koniec lipca. Zaczynają się pierzyć w lipcu, kończą przed końcem sierpnia. W 2016 oszacowano liczebność populacji na 5,8 tys. osobników. Biorąc pod uwagę ograniczony zasięg, niewielką liczebność i prawdopodobne zniszczenie środowiska ich życia w niedalekiej przyszłości można uznać je za krytycznie zagrożone wyginięciem, choć przynajmniej do początku 2025 Międzynarodowa Unia Ochrony Przyrody (IUCN) nie sklasyfikowała tych krzyżodziobów.